# Низ (Зачачьевское сельское поселение)
Низ — деревня в Холмогорском районе Архангельской области.

## География
Находится в центральной части Архангельской области на расстоянии приблизительно 18 км на юг-юго-восток по прямой от села Емецк на левобережье реки Северная Двина.

## История
Деревня входит в группу деревень Ныкола. Упоминалась в 1905 году в составе Емецкой волости Холмогорского уезда. В советское время работали колхозы «Маяк» и «Красный Север», совхоз «Емецкий». До 2015 года входила в Зачачьевское сельское поселение, с 2015 по 2022 в Емецкое сельское поселение до его упразднения.

## Население
Численность населения: 2 человека (русские 100 %) в 2002 году, 1 человек в 2019.